# Rutenbergia borbonica
Rutenbergia borbonica är en bladmossart som beskrevs av Bescherelle 1880. Rutenbergia borbonica ingår i släktet Rutenbergia och familjen Rutenbergiaceae. Inga underarter finns listade i Catalogue of Life.